# Port lotniczy Pápa
Port lotniczy Pápa (ICAO: LHPA) – port lotniczy i wojskowa baza lotnicza położony w Pápa na Węgrzech.